# South Central Cartel
South Central Cartel (afgekort: S.C.C.) is een Amerikaanse gangstarapgroep uit South Central, Los Angeles. De groep bestaat uit onder meer Havoc, Prodeje, L.V., Havikk the Rhymeson, DJ Kaos, DJ Gripp en Young Prodeje. In 1991 bracht de groep haar eerste album uit, getiteld South Central Madness.
Verschillende bandleden, onder wie Havoc & Prodeje (niet te verwarren met Havoc & Prodigy van de rapgroep Mobb Deep), hebben door de jaren heen eigen soloalbums uitgebracht. Het bekendste lid is zanger L.V., die onder meer het nummer Gangster's Paradise uitbracht in samenwerking met westcoastrapper Coolio. De leden van SCC zijn allen aangesloten bij de '87 Gangsta Crips', een bende in Los Angeles herkenbaar aan de blauwe kleding en bandana's.

## Discografie
- South Central Madness (1991)
- 'N Gatz We Truss (1994)
- All Day Everyday (1997, DefJam Records)
- Concrete Jungle Vol. 1 (1999)
- Gangsta Conversation (2001)
- We Have the Right to Remain Violent (2002)
- South Central Hella (2003)
- Random Violence (2004)
- Westurrection (2005)
- Tha Hoodz In Us (2006)
- Cartel Or Die...SCC's Most Gangsta (2007, greatest hits album)
- Chucc 'N It Up (2009)

## Gerelateerde albumuitgaven
- 'Big Prodeje ~ Hood Music (2004)
- 'Big Prodeje ~ Random Violence (2004)
- 'Big Prodeje ~ If the Chucc Fits, Wear It! (2005)
- 'Big Prodeje ~ Hood 2 da Good (2007)
- 'Hava' Rochie ~ Self Made Legend: It's My Time to Shine (2000)
- 'Havikk ~ The Rhyme Son (2008)
- 'Havikk & Hirntot Posse ~ Worldwide Cartel (2008)
- 'Havoc & Prodeje ~ Livin' in a Crime Wave (1993)
- 'Havoc & Prodeje ~ Kickin' Game (1994)
- 'Havoc & Prodeje ~ Truez Neva Stop (1997)
- 'L.V. ~ I Am L.V. (1996)
- 'L.V. ~ How Long (2000)
- 'L.V. & Prodeje ~ The Playground (2002)
- 'L.V. & Prodeje ~ Hood Affiliated (2008)
- 'Sh'Killa ~ Gangstrez from da Bay (1996)
- 'Young Murder Squad ~ Murder Squad Nationwide (1995)
- 'Young Murder Squad ~ How We Livin' (1996)
- 'Young Murder Squad ~ Don't B Scared (2003)
- 'Young Prodeje ~ Diablo Flame-on (1998)
- Young Prod ~ Gangsta Life (2008)